# Врхек
Врхек (словен. Vrhek) — поселення в общині Севниця, Споднєпосавський регіон, Словенія. Висота над рівнем моря: 241,9 м.